# Haroun Tazieff

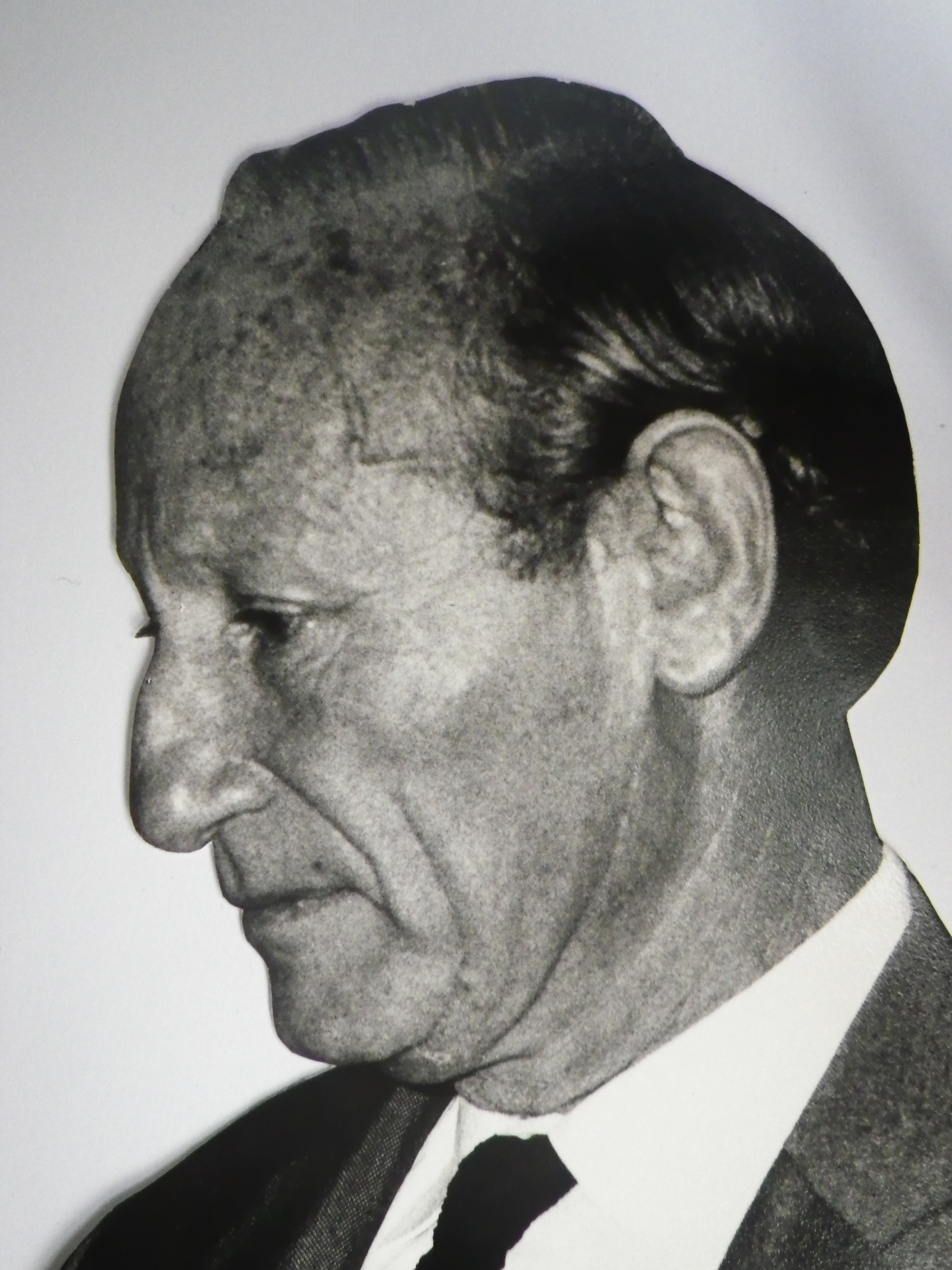
Haroun Tazieff

Haroun Tazieff (* 11. Mai 1914 in Warschau; † 2. Februar 1998 in Paris) war ein französischer Vulkanologe.

## Leben
Tazieff wurde als zweiter Sohn eines tatarischen Vaters (eines Arztes) und einer polnischen Mutter (einer Chemikerin und promovierten Politikwissenschaftlerin) in Warschau geboren. Nach dem frühen Tod des Vaters an der Front im Ersten Weltkrieg zog er mit seiner Mutter über Sankt Petersburg ab 1921 nach Belgien. 1927 bis 1929 war er in Frankreich, kehrte aber nach Belgien zurück und wurde 1936 belgischer Staatsbürger. Als Student spielte er Fußball, Rugby und war Universitätsmeister im Boxen. Er studierte Landwirtschaft in Gembloux (Abschluss 1938) und Geologie in Lüttich (Abschluss 1944). Im Zweiten Weltkrieg war er im Widerstand. Danach arbeitete er als Ingenieur im Zinn-Bergbau im Kongo (Katanga), wo sein Interesse für Vulkane begann. Als Geologe im Geologischen Dienst von Belgisch-Kongo beobachtete er 1948 den Ausbruch des Kituro. 1957 wurde er Dozent (Chargé de Cours) an der Freien Universität Brüssel, wo er ein Zentrum der Vulkanologie gründete, und ab 1958 in gleicher Funktion an der Faculté de Science in Paris, wo er Direktor des Labors für Vulkanologie am Institut de physique de globe wurde. Er begann mit weltweiten Expeditionen zu Vulkanen. Ab 1972 war er Maître und dann Directeur de Recherche des CNRS.
Er war einer der ersten, der unterseeische Ausbrüche beobachtete (Azoren, 1957 bis 1963), und er entdeckte den Lavasee am Nyiragongo. Als früher Anhänger der Plattentektonik interpretierte er damit den Vulkanismus im Afar-Dreieck und am afrikanischen Grabenbruch und maß das Auseinanderdriften des afrikanischen Kontinents im Afar.
Bekannt wurde er durch seine Filme über Vulkanausbrüche, die er so seit den 1950er Jahren einem größeren Publikum näherbrachte, zum Beispiel Les rendez-vous du diable (1960). 1967 wurde Tazieff in der Kategorie Bester Dokumentarfilm für den Oscar nominiert. Er war auch 1951 mit Jacques Cousteau auf dessen frühen Expeditionen mit der Calypso.
Seit 1971 war er französischer Staatsbürger. 1984 bis 1986 war er unter Laurent Fabius französischer Staatssekretär für Katastrophen-Vorsorge und mehrfach Regierungsberater in Frankreich. Er war in Frankreich in der Öko-Bewegung aktiv. Tazieff bestritt öffentlich eine durch Menschen verursachte globale Erwärmung und vertrat die Meinung, dass das Ozonloch schon vor Erfindung der Fluorkohlenwasserstoffe aufgetreten wäre. Er war auch Höhlenforscher.
1973 bis 1976 war er von staatlicher französischer Seite mit der Aufsicht über die Vulkane Pelée und Soufrière betraut. Dabei kam es 1976 zu einer heftigen öffentlichen Auseinandersetzung mit seinem Vorgesetzten am Institut de physique du globe de Paris Claude Allègre und dem Direktor des vulkanologischen Observatoriums auf Guadeloupe, Michel Feuillard, in der Frage, ob die 70.000 Bewohner am Hang des Vulkans Soufrière auf Guadeloupe evakuiert werden sollten. Tazieff riet davon ab, sah keine unmittelbare Gefahr durch pyroklastische Ströme und behielt damit Recht.
1988 bis 1995 war er Präsident des Comité supérieur des risques volcaniques. 2000 wurde der Asteroid (8446) Tazieff nach ihm benannt. Entsprechendes gilt auch für die Tazieff Rocks in der Antarktis.

## Populärwissenschaftliche Schriften
- Cratères en feu, Édition Arthaud, 1951 (Neuauflage Gallimard jeunesse 1973 und in 4. Auflage Arthaud 1978)
- Tore der Hölle. Vulkankunde, Rüschlikon-Zürich, Müller, um 1950
- L’Eau et le Feu, Édition Arthaud, 1954. Deutsche Ausgabe: Im Banne der Vulkane. Abenteuer eines Geologen im ostafrikanischen Graben, Brockhaus 1955
- Les rendez-vous du diable, Édition Hachette, 1959, 1961
- Geburt eines Vulkans – afrikanisches Abenteuer, Lux 1962
- Der Ätna und seine Nachbarn – Stromboli, Vulcano, Lipari, Lux 1960
- The Afar Triangle. In: Scientific American. Februar 1970
- Histoires de volcans, Le Livre de Poche, 1978.
- mit Clément Borgal und Norbert Casteret 15 aventures sous terre, Édition Gautier-Languereau, 970.
- L’Etna et les volcanologues, Édition Arthaud, 1973
- Vingt-cinq ans sur les volcans du globe, 2 Bände, Édition Nathan, 1974–1975.
- L’odeur du soufre: expédition en Afar, Édition Stock, 1975.
- Cordillères, séismes et volcans, Laffont, 1975
- Niragongo, ou le volcan interdit, Flammarion, 1975. Deutsche Ausgabe Niragongo, Rüschlikon-Zürich, Müller 1980
- Le gouffre de la Pierre Saint-Martin, Arthaud, 1952, Neuauflage 1976 Online bei Association de recherches spéléologiques internationales de la Pierre Saint-Martin, pdf
- Jouer avec le feu, Seuil 1976
- La Soufrière et autres volcans: la volcanologie en danger. Édition Flammarion 1979
- Ouvrez donc les yeux : conversations sur quelques points brûlants d’actualité (Gespräche mit Claude Mossé), Laffont 1980.
- mit Claude Villers Ça sent le soufre, Édition Nathan 1981.
- Les volcans et la dérive des continents, Presses universitaires de France, 1973, 1984, 1991, deutsche Ausgabe Vulkanismus und Kontinentwanderung, DVA 1974
- Sur l’Etna, Flammarion 1984, deutsche Ausgabe Der Ätna- der Berg, seine Gefahren, seine Zukunft, Busse-Seewald 1988
- Quand la terre tremble, 3. Auflage, Fayard 1986
- La prévision des séismes, Hachette, Collection questions de science, 1987
- Les volcans, Hachette littérature 1987
- mit Max Derruau Le volcanisme et sa prévention, Masson 1990
- mit Bernard Amy, Florence Trystram: Sur l’Etna, 3. Auflage, Flammarion, 1991
- Les défis et la chance: ma vie, Édition Stock - L. Pernoud, 2 Bände, 1991–1992 (Autobiographie, Band 1: De Pétrograd au Niragongo, Band 2: Le Vagabond des Volcans)
- La terre va-t-elle cesser de tourner ?: pollutions réelles, pollutions imaginaires, 2. Auflage, Édition Seghers, 1992.
- Erebus - Volcan Antarctique, Arthaud 1978 und Collection Babel, Terres d’aventures. Actes Sud. 1994
- Volcans, Édition Bordas, 1996.

## Filme
- Les Rendez-vous du Diable, 1958/1959
- Les eaux souterraines 1961
- Lava – Abenteuer in vulkanischen Tiefen (Le Volcan interdit), 1966
- Afar ou la dérive des continents, 1975
- Niragongo 1976
- Erebus, volcan des glaces, 1977
- Etna, 1977
- Etna 89, 1991
- Fernsehserie Haroun Tazieff raconte sa terre, acht Folgen, 1984, Société nationale de télévision française
- Retour à Samarkand, 1991, Fernsehserie
- Le feu de la Terre, 1993